# Adelbert Ames
Adelbert Ames, ameriški general, * 31. oktober 1835, † 12. april 1933.
Bil je zadnji general ameriške državljanske vojne, ko je umrl v starosti 97 let.